# Milton Reis
Milton Reis (Congonhal, 1 de maio de 1929 — Rio de Janeiro, 18 de fevereiro de 2016) foi um advogado, escritor, empresário e político brasileiro do estado de Minas Gerais. Sua última filiação partidária foi em 2012 no PSDB e ficou até a data da sua morte. Foi deputado estadual em Minas Gerais, durante o período de 1955 a 1959 (3ª legislatura) pelo PTN.
Em 1959 foi eleito deputado federal por Minas Gerais, pelo PTB, sendo reeleito em 1962. Em 1966 conseguiu mais um mandato pelo MDB. Teve seu mandato de Deputado Federal cassado e os seus direitos políticos suspensos por 10 anos, pelo AI-5, em 16 de Janeiro de 1969. Em 1982, voltou à Câmara dos Deputados, eleito pelo MDB, sendo reeleito em 1986 pelo PMDB.
Em agosto de 1965, foi escolhido e lançado pelo PTB por meio de uma Convenção Partidária para ser candidato ao Governo do Estado de Minas Gerais. Em 9 de setembro de 1965, renunciou à candidatura ao Governo de Minas. E, juntamente com os deputados Tancredo Neves, Sebastião Paes de Almeida, Renato Azeredo e João Herculino, ajudou a escolher a candidatura única das oposições mineiras, apoiando Israel Pinheiro, que foi eleito governador de Minas Gerais.
Em Março de 1966, foi um dos fundadores do Diretório Nacional de MDB. A seguir foi eleito para a Comissão Executiva Nacional do Partido. Foi um dos 121 fundadores do PMDB, havendo sido eleito para o Diretório Regional do PMDB de Minas Gerais. 
Convidado pelo governador Hélio Garcia, tomou posse como Secretário de Estado de Assuntos Metropolitanos, em 15 de março de 1991, permanecendo como titular da pasta, até sua extinção, ocorrida em julho de 1993.
Com a eleição do então governador Eduardo Azeredo em 1994, foi convidado para ser Diretor-Geral do DETEL, em 1995, permanecendo à frente daquele órgão até dezembro de 1996. Em Janeiro de 1997, foi eleito Vice-Presidente da Copasa, permanecendo até sua desincompatibilização, em 30 de março de 1998, para candidatar-se a deputado Federal. Nas eleições de 1998 obteve 35.688 votos, mas não foi eleito, ficando na suplência.
Candidatou- se pela última vez a Deputado Federal em 2002, obtendo 41.764 votos, ficando na Segunda Suplência, após isto foi assessor de Aécio Neves, governador de Minas Gerais
Ocupou a cadeira nº 07 da Academia Mineira de Letras.
Foi também o escritor do hino munipal da cidade de Pouso Alegre - MG. Foi propriétario de emissoras de rádio e TVs na região do Sul de Minas Gerais

## Livros publicados
- Perfume Antigo - Poesias - Ed. Saraiva - 1953
- Ritmos da Primavera - Poesias - Ed. Pongetti - 1955
- Vozes da Minha Fonte - Poesias - Ed. Pongetti - 1973 - Está circulando uma terceira edição deste livro, prefaciado pelo grande crítico literário, Agrippino Griecco.
- A Trajetória do Poder: De Cesário Alvim a Aécio Neves - Política - Ed. Armazém de Ideias - 2008